# هربرت بي. ليونارد
هربرت بي. ليونارد (بالإنجليزية: Herbert B. Leonard)‏ هو منتج أفلام ومخرج أمريكي، ولد في 8 أكتوبر 1922 في نيويورك في الولايات المتحدة، وتوفي في 14 أكتوبر 2006 في لوس أنجلوس في الولايات المتحدة.

## وصلات خارجية
- هربرت بي. ليونارد على موقع IMDb (الإنجليزية)
- هربرت بي. ليونارد على موقع تيرنر كلاسيك موفيز (الإنجليزية)
- هربرت بي. ليونارد على موقع قاعدة بيانات الفيلم (الإنجليزية)